# Magyarszentmiklós
Magyarszentmiklós is een plaats (község) en gemeente in het Hongaarse comitaat Zala. Magyarszentmiklós telt 277 inwoners (2001).